# Айхенберг (Хильдбургхаузен)
Айхенберг (Хильдбургхаузен) (нем. Eichenberg (bei Hildburghausen)) — коммуна в Германии, в земле Тюрингия.
Входит в состав района Хильдбургхаузен. Подчиняется управлению Фельдштайн. Население составляет 178 человек (на 31 декабря 2010 года). Занимает площадь 4,51 км².

## Население
| Год  | Численность | Численность |
| ---- | ----------- | ----------- |
| 2014 | 180         | [ 1 ]       |
| 2017 | 168         | [ 2 ]       |
| 2019 | 161         | [ 5 ]       |
| 2021 | 162         | [ 6 ]       |
| 2022 | 159         | [ 7 ]       |
| 2023 | 159         | [ 3 ]       |